# Henryk Kluba

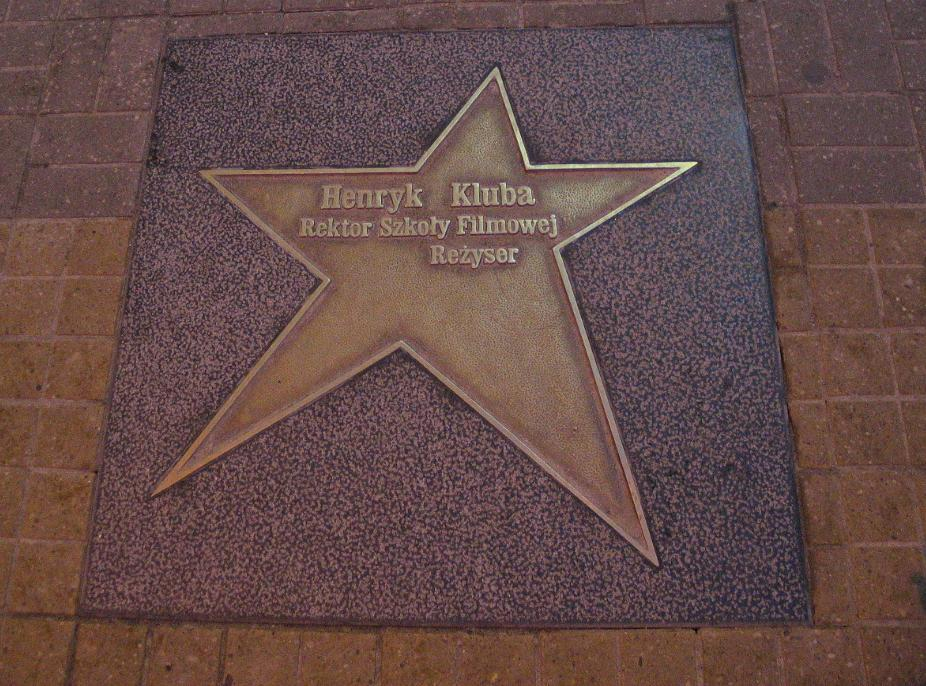
Gwiazda w łódzkiej Alei Gwiazd

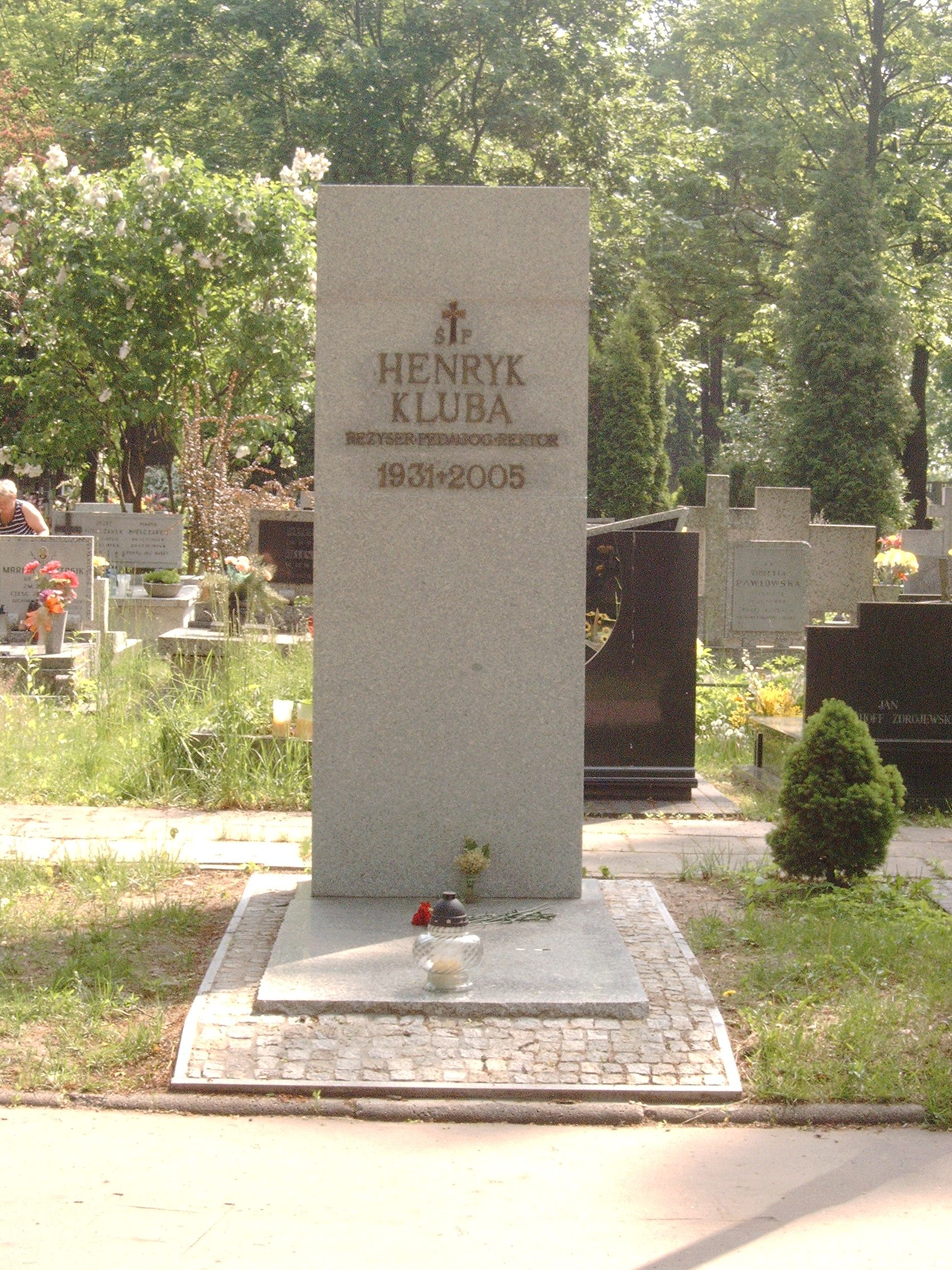
Grób Henryka Kluby na cmentarzu na Dołach w Łodzi

Henryk Kluba (ur. 9 stycznia 1931 w Przystajni koło Częstochowy, zm. 11 czerwca 2005 w Koninie) – polski reżyser filmowy, aktor, producent filmowy, oraz pedagog i wieloletni rektor łódzkiej szkoły filmowej.

## Życiorys
W 1951 ukończył studium teatralne przy Teatrze im. A. Mickiewicza w Częstochowie. Pracował jako dziennikarz i kierownik częstochowskiej mutacji „Dziennika Łódzkiego”. Studiował filologię klasyczną na Uniwersytecie we Wrocławiu. W latach 1951–1956 należał do ZMP, od 1978 należał do PZPR. W 1958 ukończył Studia na Wydziale Reżyserii w Państwowej Wyższej Szkole Filmowej, Telewizyjnej i Teatralnej im. Leona Schillera w Łodzi; dyplom w 1969.
Jako aktor debiutował w szkolnych filmach Romana Polańskiego. Grał również w większości filmów reżyserowanych przez siebie.
Początkowo był asystentem reżysera. W 1966 zadebiutował jako reżyser filmów fabularnych filmem Chudy i inni. W 1986 został przewodniczącym Zespołu Filmowego Narodowej Rady Kultury. W latach 1987–1989 był członkiem Komitetu Kinematografii. Od 1967 był pracownikiem naukowym PWSFTviT w Łodzi. W latach 1978–1981 i 1993–1996 był dziekanem wydziału reżyserii, w latach 1982 (od 16 lutego) do 1990 i 1996–2002 był rektorem tej uczelni. W grudniu 1987 został mu nadany tytuł profesora nadzwyczajnego sztuki filmowej. Wykładowca w Wyższej Szkole Sztuki i Projektowania w Łodzi.
Zmarł nagle w pokoju hotelowym podczas 51. edycji festiwalu Filmów Amatorskich OKFA, gdzie przewodniczył obradom jury. Spoczywa w alei zasłużonych na cmentarzu komunalnym na Dołach w Łodzi (kwatera XI, rząd 35, grób 19).
W 1998 w uznaniu wybitnych osiągnięć w działalności artystycznej oraz za zasługi w pracy dydaktycznej został odznaczony Krzyżem Komandorskim z Gwiazdą Orderu Odrodzenia Polski. W czasach PRL został odznaczony Złotym Krzyżem Zasługi, Medalem Komisji Edukacji Narodowej i odznaką Zasłużony Działacz Kultury.
19 stycznia 2007 w łódzkiej Alei Gwiazd została odsłonięta jego gwiazda.
W 2007 studenci Realizacji Programów Dziennikarskich w PWSFTviT wyprodukowali film zatytułowany Było pięciu Klubów. Obraz jest zbiorem wspomnień o Henryku Klubie. W filmie wypowiadają się między innymi Jan Machulski, Jerzy Woźniak, Andrzej Mellin, Wanda Mirowska oraz rodzina artysty. Film pokazano na Festiwalu „Łodzią po Wiśle” w roku 2008.

## Filmografia
- Scenariusz:
  - 1978: Sowizdrzał świętokrzyski

- Reżyser:
  - 1956: Trzy protokoły
  - 1956: W pracowni scenografa. Część I
  - 1957: Ocalenie
  - 1957: Proces
  - 1966: Chudy i inni
  - 1967: Słońce wschodzi raz na dzień
  - 1969: Szkice warszawskie
  - 1970: Doktor Ewa
  - 1971: Pięć i pół bladego Józka
  - 1974: Opowieść w czerwieni
  - 1978: Sowizdrzał świętokrzyski
  - 1988: Gwiazda Piołun

- Aktor:
  - 1957: Ewa chce spać jako reżyser filmu Ewa chce spać (nie wymieniony w czołówce)
  - 1958: Kalosze szczęścia jako klient Soni w domu publicznym
  - 1958: Dwaj ludzie z szafą jako mężczyzna z szafą #2
  - 1959: Gdy spadają anioły jako żołnierz
  - 1959: Tysiąc talarów jako Żyd/Szelest, pan od cielęciny w szpitalu psychiatrycznym (nie wymieniony w czołówce)
  - 1961: Ssaki
  - 1963: Niezawodny sposób
  - 1963: Zacne grzechy jako sługa Krasnopolskiego (nie wymieniony w czołówce)
  - 1965: Walkower jako trener Rogala
  - 1967: Słońce wschodzi raz na dzień jako biskup
  - 1974: Nie ma róży bez ognia jako sąsiad Boguś Poganek
  - 1978: Zielona ziemia jako ogrodnik
  - 1980: Urodziny młodego warszawiaka
  - 1996: Filmówka jako on sam
  - 2000: Ja jestem Jurek jako niecierpliwy gość
  - 2001: Eukaliptus jako pastor

- Producent:
  - 2002: Kontroler